# Gare d’Azerailles
Gare d’Azerailles vasútállomás Franciaországban, Azerailles településen.

## Vasútvonalak
Az állomást az alábbi vasútvonalak érintik:
- Lunéville-Saint-Dié-vasútvonal

## Kapcsolódó állomások
A vasútállomáshoz az alábbi állomások vannak a legközelebb:
- Gare de Ménil-Flin
- Gare de Baccarat